# 史蒂夫·古德里奇
史蒂文·威辛顿·古德里奇（英語：Steven Withington Goodrich，1976年3月18日—），美国NBA联盟前职业篮球运动员。